# 阿洛克·兰詹·杰哈
阿洛克·兰詹·杰哈（1972年8月10日—），印度外交官，现任印度驻白俄罗斯大使。

## 經歷
1972年8月10日，阿洛克·兰詹·杰哈生於印度比哈爾邦。他在新德里长大。他在德里大學和賈瓦哈拉爾·尼赫魯大學學習了政治學，後來也在這兩所大學教授過政治學。
2002年，杰哈加入印度外事服务部。2002年至2004年，在新德里印度外交部接受培訓。2004年至2005年，任印度駐法国大使館三等秘書。2005年至2008年，任印度駐塞內加爾大使館二等秘書，期間負責處理政治、經濟、商業及文化事務。2008年至2011年，任印度外交部副处长，負責行政及人力資源管理。2011年至2015年，任印度外交部处长，負責印度與東非及南部非洲國家的關係。2015年至2017年，任印度駐日內瓦常駐聯合國使團參贊，參與印度代表團出席聯合國人權理事會的工作（2015年1月至2017年8月）。2017年至2018年，任印度駐阿富汗大使館副团长。2018年至2019年，任印度外交部副司长，負責印度與西歐國家的關係。2019年至2021年，任新德里印度外交部聯秘，主管兩個部門，處理機構事務和全球資產管理。
2021年5月18日，杰哈被任命为印度驻白俄罗斯大使。2021年7月30日，出任印度駐白俄羅斯大使。

## 个人生活
杰哈的興趣包括閱讀和旅行，他精通英語、印地語和法語。